# 肋状散囊菌
肋状散囊菌（学名：Eurotium costiforme）是属于散囊菌目发菌科散囊菌属的一种真菌，可生长在土壤、发霉纸盒等基物上。该种分布于中国等地。
肋状散囊菌是肋状曲霉（Aspergillus costiformis）的有性型。